# Brachiacantha tau
Brachiacantha tau är en skalbaggsart som beskrevs av Leconte 1859. Brachiacantha tau ingår i släktet Brachiacantha och familjen nyckelpigor. Inga underarter finns listade i Catalogue of Life.